# 정영오
정영오(1966년 2월 12일 ~)는 대한민국의 신문기자다.

## 방송
- 대학토론배틀 3 (2012) - 심사위원

## 경력
- 한국일보 논설위원
- 한국일보 편집국 산업부 부장 (2017)
- 한국일보 AD 전략국장 (2016)
- 한국일보 편집국 여론독자부장 (2016)
- 한국일보 편집국 국제부장 (2015)
- 한국일보 편집국 산업부 부장 (2014)
- 한국일보 편집국 경제부 부장 (2013)
- 한국일보 기자 (1993)